# Euroavipo
Euroavipo este o companie producătoare de băuturi alcoolice din România.
Face parte dintr-un grup de firme deținut de frații Dobronăuțeanu.
Compania este controlată de Signus Establishment cu sediul în Liechtenstein.
Euroavipo produce și comercializează mărcile Unirea (brandy) și Couture (băuturi spirtoase colorate), rachiul de fructe Hanul Ars (băutură spirtoasă albă), lichiorurile Sao și Otilia, mărcile de vodcă Sankt Petersburg și Goldessa, ginul Bartender's, și băuturile intermediare Patriot (alb) și La Baionnette (roșu).
Brandul Unirea a fost lansat pe piață în decembrie 2001, fără a fi promovat, țintind un public format din bărbați cu venituri reduse.
Campania de lansare și construire a brandului a început în iunie 2003, sub sloganul „Unde-s mulți, puterea crește”.
Cifra de afaceri în 2007: 27,5 miliioane euro